# Gabriela Szabó
Gabriela Szabó (Bistrița, 14 novembre 1975) è una dirigente sportiva, politica ed ex mezzofondista rumena, campionessa olimpica, tre volte campionessa mondiale e vincitrice del jackpot nella IAAF Golden League 1999.

## Record nazionali

### Seniores
- 3000 metri piani: 8'21"42 ( Monaco, 19 luglio 2002)
- 3000 metri piani indoor: 8'32"88 ( Birmingham, 18 febbraio 2001)
- 5000 metri piani: 14'31"48 ( Berlino, 1º settembre 1998)
- 5000 metri piani indoor: 14'47"35 ( Dortmund, 13 febbraio 1999)

## Palmarès
| Anno | Manifestazione    | Sede         | Evento         | Risultato | Prestazione | Note                  |
| ---- | ----------------- | ------------ | -------------- | --------- | ----------- | --------------------- |
| 1992 | Mondiali juniores | Seul         | 3000 m piani   | Argento   | 8'48"28     |                       |
| 1994 | Mondiali di cross | Budapest     | Corsa juniores | 4ª        | 14'25       |                       |
| 1994 | Mondiali juniores | Lisbona      | 3000 m piani   | Oro       | 8'47"40     |                       |
| 1994 | Europei           | Helsinki     | 3000 m piani   | Bronzo    | 8'40"08     |                       |
| 1995 | Mondiali indoor   | Barcellona   | 3000 m piani   | Oro       | 8'54"50     |                       |
| 1995 | Mondiali di cross | Durham       | Corsa seniores | 10ª       | 20'57       |                       |
| 1995 | Mondiali          | Göteborg     | 5000 m piani   | 4ª        | 14'56"57    |                       |
| 1995 | Universiade       | Fukuoka      | 1500 m piani   | Oro       | 4'11"73     |                       |
| 1995 | Universiade       | Fukuoka      | 5000 m piani   | Oro       | 15'29"86    |                       |
| 1996 | Mondiali di cross | Stellenbosch | Corsa seniores | 9ª        | 20'37       |                       |
| 1996 | Giochi olimpici   | Atlanta      | 1500 m piani   | Argento   | 4'01"54     |                       |
| 1996 | Giochi olimpici   | Atlanta      | 5000 m piani   | Batteria  | 15'42"35    |                       |
| 1997 | Mondiali indoor   | Parigi       | 3000 m piani   | Oro       | 8'45"75     |                       |
| 1997 | Mondiali          | Atene        | 5000 m piani   | Oro       | 14'57"68    |                       |
| 1997 | Universiade       | Sicilia      | 1500 m piani   | Oro       | 4'10"31     |                       |
| 1998 | Europei indoor    | Valencia     | 3000 m piani   | Oro       | 8'49"96     |                       |
| 1998 | Europei           | Budapest     | 5000 m piani   | Argento   | 15'08"31    |                       |
| 1999 | Mondiali indoor   | Maebashi     | 1500 m piani   | Oro       | 4'03"23     | Record dei campionati |
| 1999 | Mondiali indoor   | Maebashi     | 3000 m piani   | Oro       | 8'36"42     |                       |
| 1999 | Mondiali          | Siviglia     | 5000 m piani   | Oro       | 14'41"82    | Record dei campionati |
| 2000 | Europei indoor    | Gand         | 3000 m piani   | Oro       | 8'42"06     |                       |
| 2000 | Giochi olimpici   | Sydney       | 1500 m piani   | Bronzo    | 4'05"27     |                       |
| 2000 | Giochi olimpici   | Sydney       | 5000 m piani   | Oro       | 14'40"79    | Record olimpico       |
| 2001 | Mondiali indoor   | Lisbona      | 3000 m piani   | Argento   | 8'39"65     |                       |
| 2001 | Mondiali          | Edmonton     | 1500 m piani   | Oro       | 4'00"57     |                       |
| 2001 | Mondiali          | Edmonton     | 5000 m piani   | 8ª        | 15'19"55    |                       |
| 2002 | Europei           | Monaco       | 1500 m piani   | Argento   | 3'58"81     |                       |
| 2003 | Mondiali          | Saint-Denis  | 5000 m piani   | 11ª       | 14'59"36    |                       |

## Altre competizioni internazionali
1994
- Bronzo in Coppa del mondo ( Londra), 3000 m piani - 9'15"16

1996
- 5ª alla Grand Prix Final ( Milano), 5000 m piani - 15'05"21

1998
- 4ª alla Grand Prix Final ( Mosca), 1500 m piani - 4'05"82
- Oro in Coppa del mondo ( Johannesburg), 3000 m piani - 9'00"54
- Oro all'Herculis ( Monaco), 1500 m piani - 3'56"97

1999
- Oro alla Grand Prix Final ( Monaco), 3000 m piani - 8'43"52
- Oro ai Bislett Games ( Oslo), 3000 m piani - 8'27"21

2002
- Oro alla Grand Prix Final ( Parigi), 3000 m piani - 8'56"29
- Argento in Coppa del mondo ( Madrid), 3000 m piani - 8'50"89

## Riconoscimenti
- Atleta mondiale dell'anno (1999)
- Atleta europea dell'anno (1999)